# Carolyn Wilson

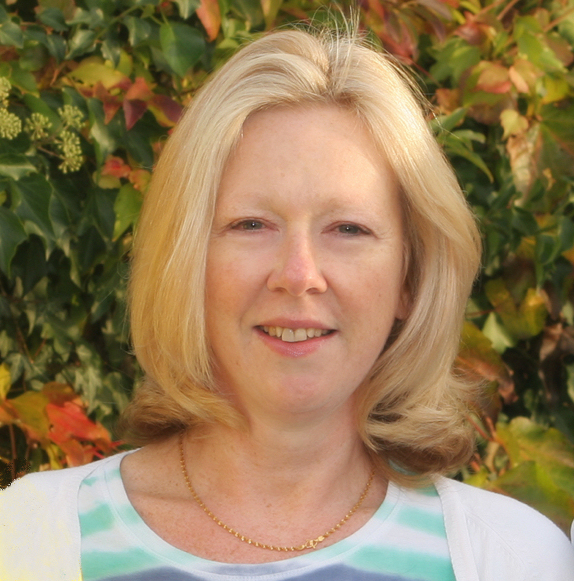
Carolyn Wilson (2009)

Carolyn Wilson, nach Heirat Carolyn Macdonald (* 11. März 1959 in Farnborough, Hampshire), ist eine ehemalige britische Synchronschwimmerin. Sie gewann bei Europameisterschaften sieben Goldmedaillen und je einmal Silber und Bronze.

## Sportliche Karriere
Die 1,75 Meter große Carolyn Wilson schwamm für Rushmoor Synchro in Aldershot. 
Wilson nahm an den Weltmeisterschaften 1978 in West-Berlin teil und belegte den vierten Platz mit der Mannschaft. 1981 bei den Europameisterschaften in Split gewann Wilson im Solo-Wettbewerb die Goldmedaille vor der Österreicherin Alexandra Worisch. Im Duett siegten Carolyn Wilson und Caroline Holmyard vor den Niederländerinnen. Ihre dritte Goldmedaille gewann Wilson mit der britischen Mannschaft. Bei den Weltmeisterschaften 1982 in Guayaquil belegte Wilson den vierten Platz im Solowettbewerb und zusammen mit Holmyard den vierten Platz im Duett. Die britische Mannschaft wurde Fünfte und war hinter den Niederländerinnen nur die zweitbeste europäische Gruppe. 1983 bei den Europameisterschaften in Rom konnte Wilson ihren Erfolg von 1981 wiederholen. Im Solowettbewerb siegte sie vor der Französin Muriel Hermine. Im Duett gewann sie zusammen mit Amanda Dodd vor dem deutschen Duo Gerlind Scheller und Gudrun Hänisch. Die britische Mannschaft konnte den Titel vor den Niederländerinnen erschwimmen. 1984 in Los Angeles stand Synchronschwimmen erstmals auf dem Programm von Olympischen Spielen. Im Solowettbewerb trat Caroline Holmyard für das Vereinigte Königreich an. Im Duett wurden Holmyard und Wilson Vierte hinter den Duos aus den Vereinigten Staaten, Kanada und Japan. 1985 bei den Europameisterschaften in Sofia gewann Carolyn Wilson zum dritten Mal in Folge den Europameistertitel im Solo, wie 1983 wurde Muriel Hermine Zweite. Im Duo siegten Alexandra Worisch und Eva-Maria Edinger vor den Französinnen und dem britischen Duo Wilson und Dodd. Mit der Mannschaft wurde Wilson diesmal Zweite hinter den Französinnen.